# Prêmio Louisa Gross Horwitz
O Prêmio Louisa Gross Horwitz (em inglês:  Louisa Gross Horwitz Prize for Biology or Biochemistry) é um prêmio anual da Universidade Columbia para um pesquisador ou grupo de pesquisadores com contribuições notáveis na pesquisa básica nos campos da biologia e bioquímica.
O prêmio foi instituido com o legado de S. Gross Horwitz e perpetua o nome de sua mãe. O prêmio foi concedido a primeira vez em 1967.
Dos 74 laureados, 39 (53%) receberam posteriormente os Prêmios Nobel de Medicina (29) e Química (10). É reconhecido como um dos importantes precursores de futuras láureas com o Prêmio Nobel.

## Laureados[2]
- 1967 Luis Federico Leloir
- 1968 Har Khorana e Marshall Nirenberg
- 1969 Max Delbrück e Salvador Luria
- 1970 Albert Claude, George Palade e Keith Porter
- 1971 Hugh Huxley
- 1972 Stephen Kuffler
- 1973 Renato Dulbecco, Harry Eagle e Theodore Puck
- 1974 Boris Ephrussi
- 1975 Sune Bergström e Bengt Samuelsson
- 1976 Seymour Benzer e Charles Yanofsky
- 1977 Michael Heidelberger, Elvin Kabat e Henry Kunkel
- 1978 David Hubel, Vernon Benjamin Mountcastle e Torsten Wiesel
- 1979 Walter Gilbert e Frederick Sanger
- 1980 César Milstein
- 1981 Aaron Klug
- 1982 Barbara McClintock e Susumu Tonegawa
- 1983 Stanley Cohen, Viktor Hamburger e Rita Levi-Montalcini
- 1984 Michael Stuart Brown e Joseph Goldstein
- 1985 Donald David Brown e Mark Ptashne
- 1986 Erwin Neher e Bert Sakmann
- 1987 Günter Blobel
- 1988 Thomas Cech e Phillip Allen Sharp
- 1989 Alfred Gilman e Edwin Krebs
- 1990 Stephen Coplan Harrison, Michael Rossmann e Don Craig Wiley
- 1991 Richard Robert Ernst e Kurt Wüthrich
- 1992 Christiane Nüsslein-Volhard e Edward Lewis
- 1993 Nicole Marthe Le Douarin e Donald Metcalf
- 1994 Philippa Marrack e John Kappler
- 1995 Leland Hartwell
- 1996 Clay Armstrong e Bertil Hille
- 1997 Stanley Prusiner
- 1998 Arnold Jay Levine e Bert Vogelstein
- 1999 Pierre Chambon, Robert Roeder e Robert Tjian
- 2000 Robert Horvitz e Stanley Korsmeyer
- 2001 Avram Hershko e Alexander Varshavsky
- 2002 James Rothman e Randy Schekman
- 2003 Roderick MacKinnon
- 2004 Anthony Rex Hunter e Anthony Pawson
- 2005 Ada Yonath
- 2006 Roger Kornberg
- 2007 Joseph Grafton Gall, Elizabeth Blackburn e Carol Greider
- 2008 Franz-Ulrich Hartl, Arthur Horwich e Rosalind Franklin[3]
- 2009 Victor Ambros e Gary Ruvkun
- 2010 Thomas Kelly e Bruce Stillman
- 2011 Jeffrey Hall, Michael Rosbash e Michael Warren Young
- 2012 Richard Losick, Joe Lutkenhaus e Lucy Shapiro
- 2013 Edvard Moser, May-Britt Moser e John O'Keefe
- 2014 James Patrick Allison
- 2015 Stephen Lawrence Zipursky
- 2016 Howard Cedar, Gary Felsenfeld e Aharon Razin
- 2017 Jeffrey Ivan Gordon
- 2018 Pierre Chambon, Ronald Mark Evans, Bert William O’Malley
- 2019 Lewis Cantley, David M. Sabatini, Peter Klaus Vogt
- 2020 Robert Fettiplace, James Hudspeth, Christine Petit
- 2021 Katalin Karikó, Drew Weissman[4]